# Hans von Borstel
Hans von Borstel, auch Johannes von Borstel (* 3. März 1888 in Stade; † 6. Oktober 1962 in Hamburg) war ein deutscher kommunistischer Politiker.

## Leben
Nach dem Besuch der Volksschule war von Borstel als Eisenbahnarbeiter tätig und schloss sich vor 1914 der SPD an. 1917 trat er der neu gegründeten USPD bei, wo er zum linken Flügel gehörte, welcher sich Ende 1920 mit der KPD zusammenschloss.
1921 war er – gemeinsam mit Ernst Thälmann – kurzzeitig Co-Vorsitzender der Hamburger KPD, im selben Jahr wurde er in die Hamburgische Bürgerschaft gewählt, welcher er bis 1927 angehörte. Während der Hamburger Aufstandes 1923 gehörte von Borstel der örtlichen Kampfleitung an, daneben war er ab 1923 zeitweise Mitglied der zentralen Gewerkschaftskommission der KPD und Redakteur der Hamburger Volkszeitung.
Zunächst bei den innerparteilichen Auseinandersetzungen zu den Anhängern Thälmanns zählend, distanzierte von Borstel sich Ende 1926 von diesem und wurde wenig später aus der KPD ausgeschlossen. In den Folgejahren arbeitete von Borstel bei der Hamburger Wohlfahrtsbehörde, gehörte zum Kreis um Karl Korsch und war gleichzeitig wieder Mitglied der SPD.
Nach der Machtübernahme der NSDAP zeitweise inhaftiert, war von Borstel nach der Befreiung vom Nationalsozialismus 1945 wieder in oppositionell-kommunistischen Gruppen aktiv.
Sein älterer Bruder Nicolaus von Borstel (1885–1963) war 1946 Bürgermeister von Stade und langjähriges Mitglied des Niedersächsischen Landtags.